# 韩国首都机械化步兵师
首都机械化步兵师（韓語：수도기계화보병사단, 首都機械化步兵師團），別名猛虎部隊（맹호부대），是韩国陆军六个机械化步兵师中的一支。该师隶属于韓國第三野戰軍第7机动军，负责在首尔附近抵御朝鮮人民军进攻并进行反击。
该师曾于朝鲜战争及越南战争期间参加过大量战役。1965年9月，韩国政府将该师派至越南參加越战。

## 历史
首都师是在1948年6月20日從首都警備司令部改编而来，後於1950年7月8日易名首都機械化步兵師，並具備現今陆军首都防卫司令部的機能。该师在1950年6月末朝鮮人民軍攻佔漢城后不久编入第1軍，很快就投入到大田防御作战中。随后，该师加入釜山环形防御圈。越南战争爆發後，首都師調赴越南作戰，時任師長蔡命新同時兼任駐越韓軍首位司令。

## 部隊編成

### 越戰時期

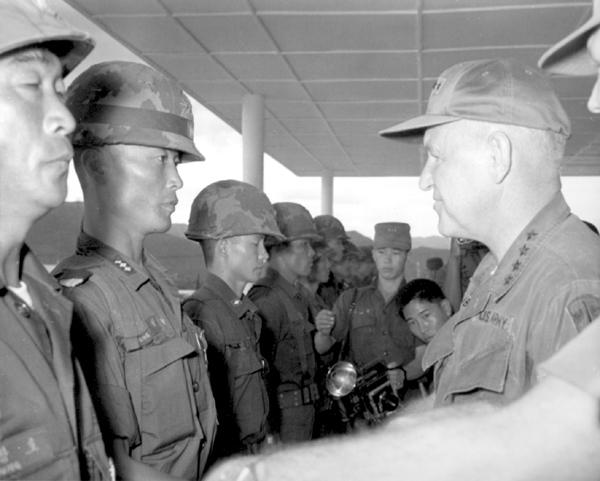
越戰時首都師士兵接受駐越美軍司令克赖顿·艾布拉姆斯上將頒贈銅星勳章

- 師部及師部連
  - 工兵營
  - 裝甲連
  - 搜索連
  - 通信連
  - 憲兵連
  - 醫務連
  - 警備連
  - 補給連
  - 新兵連
  - 航空組
- 裝甲團
  - 第3營「在求」部隊（재구）[4]
- 第26團
- 砲兵團
  - 第10砲兵營（155 mm）
  - 第60砲兵營（155 mm）
  - 第61砲兵營（155 mm）
  - 第517砲兵營（155 mm）

### 现行編成

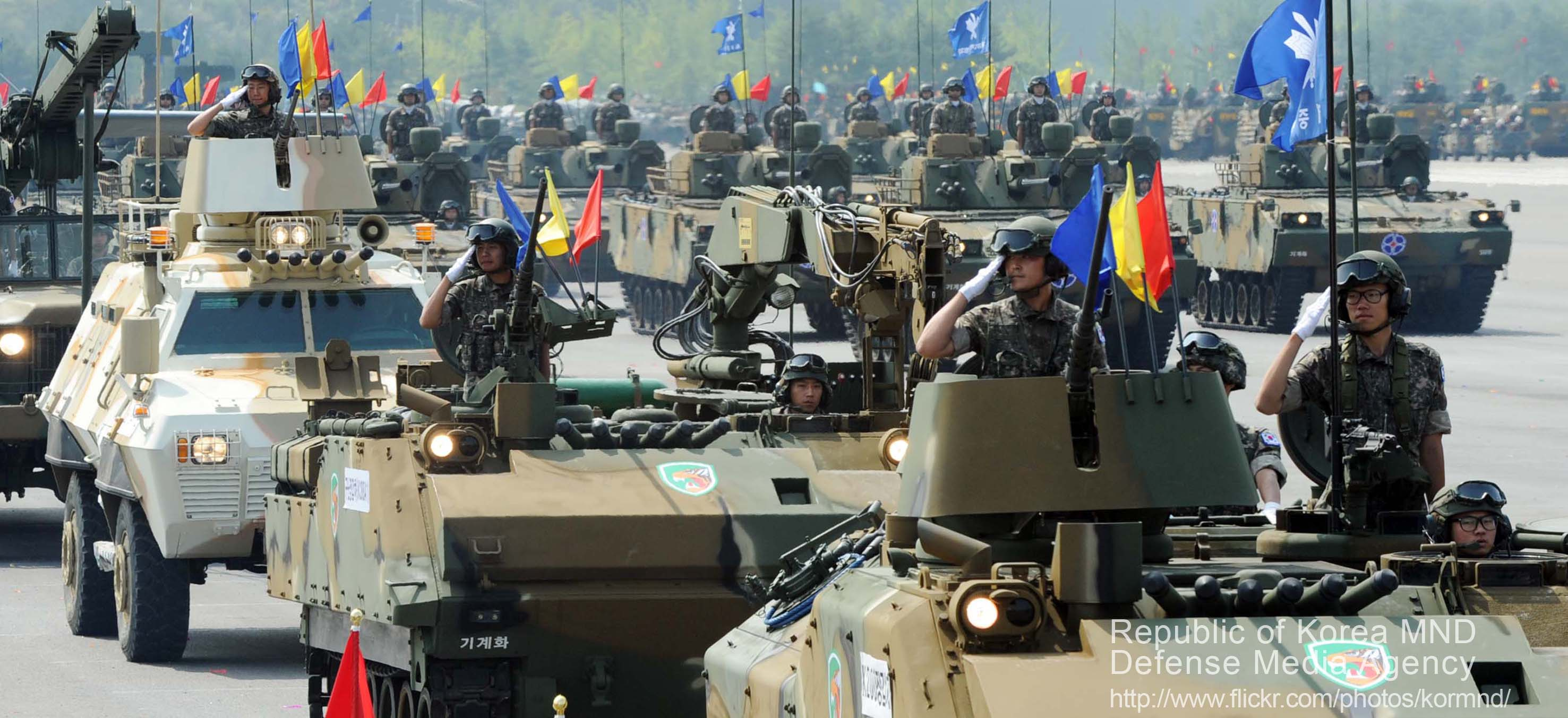
首都師麾下戰車參加2013年韓國國軍日閱兵式

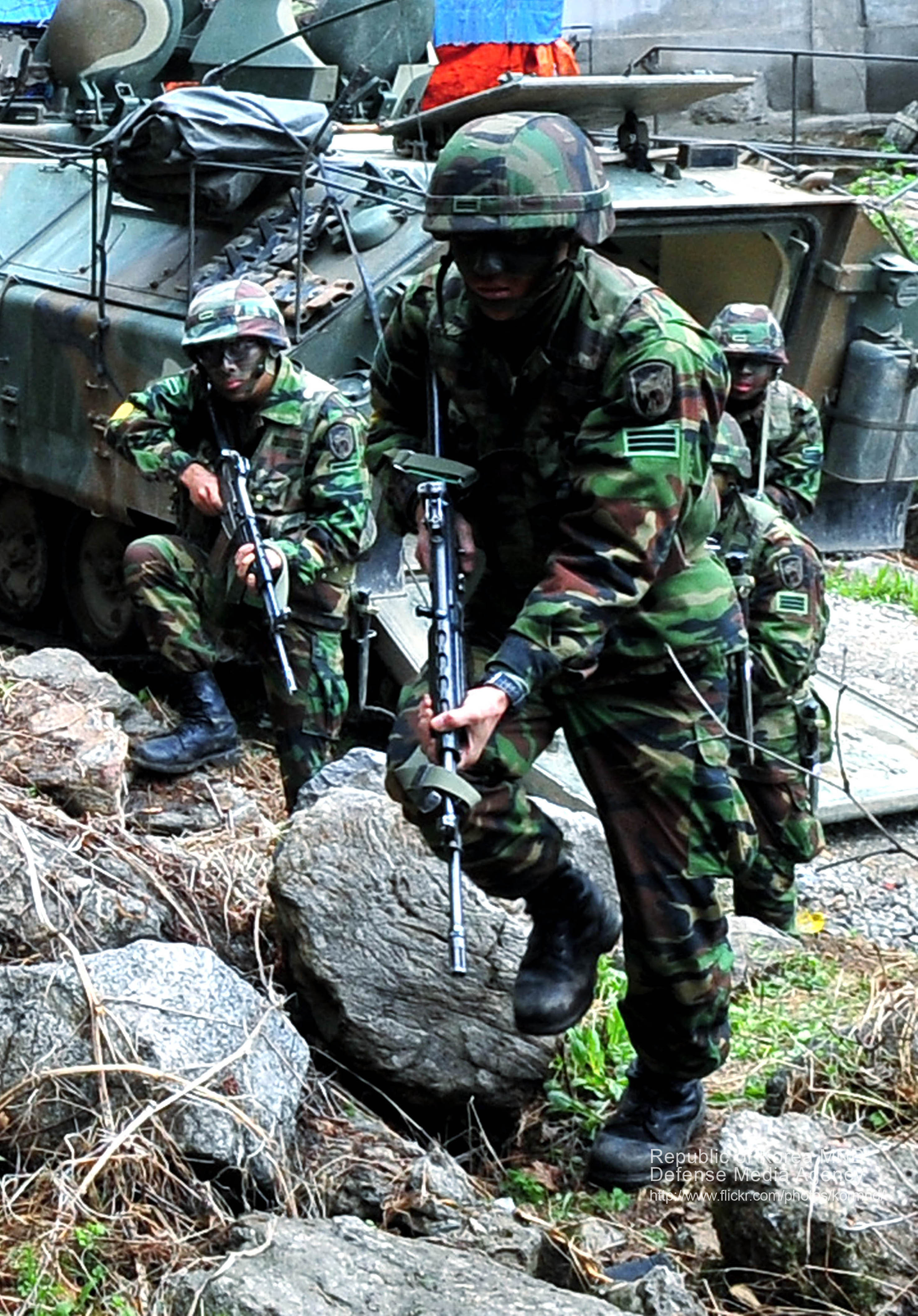
首都師士兵於京畿道加平郡作戰地域實施陸上聯合訓練

- 第1裝甲機械化步兵旅「閃電」部隊（創設時為韓國陸軍首支機械化團） 
  - 旅部及旅部連、直轄連
  - 第18戰車營「王虎」部隊（왕호）
  - 第101機械化步兵營「真虎」部隊（진호）
  - 第122機械化步兵營「天虎」部隊（천호）
- 第1機械化步兵旅「飛虎」部隊（비호，在中国亦稱“白虎团”）
  - 旅部及旅部連、直轄連
  - 第17戰車營「突破」部隊（돌파）
  - 第102機械化步兵營「突進」部隊（돌진）
  - 第133機械化步兵營「在求」部隊（재구）
- 第26機械化步兵旅「惠山鎮」部隊（혜산진）
  - 旅部及旅部連、直轄連
  - 第8戰車營「基甸」部隊（기드온）
  - 第35戰車營「勝虎」部隊（승호）
  - 第103機械化步兵營「怒濤」部隊（노도）
- 師屬砲兵旅「常勝」部隊（상승）
  - 旅部及旅部連、直轄連
  - 第10砲兵營「白鳥」部隊（백조）
  - 第60砲兵營「忠武」部隊（충무）
  - 第61砲兵營「北進」部隊（북진）
  - 第808砲兵營「奇蹟」部隊（기적）
- 本部隊
- 警備營
- 工兵營
- 補給運輸營
- 醫務勤務營
- 情報通信營
- 裝甲搜索營
- 憲兵隊
- 化學隊→化生放（英语：CBRN defense）支援隊
- 防空營
- 新兵教育隊
- 第900偵察隊[5]

## 歷任師長
（韓戰時期）
- 李鍾賛（日语：李鍾賛 (1916年-1983年)）（1950年6月－7月）
- 李俊植（日语：李俊植）（1950年7月）
- 金錫源（1950年7月－8月）
- 白仁燁（1950年8月－年9月）
- 宋堯讚（1950年9月－1952年7月）
- 李龍文（日语：李龍文）（1952年7月－10月）
- 宋堯讚（1952年－1953年）
- 崔昌彥（日语：崔昌彦）（1953年－1955年）
- 韓信（朝鲜语：한신 (1922년)）（1956年－1957年）

（越戰時期）
- 蔡命新（1965年－1966年）
- 柳炳賢（朝鲜语：류병현）（1966年－1967年）
- 鄭淳珉（1967年－1968年）[6]
- 尹必鏞（1968年－1969年）
- 金學洹
- 李熺性（朝鲜语：이희성 (1924년)）
- 鄭得萬